# Hipstamatic

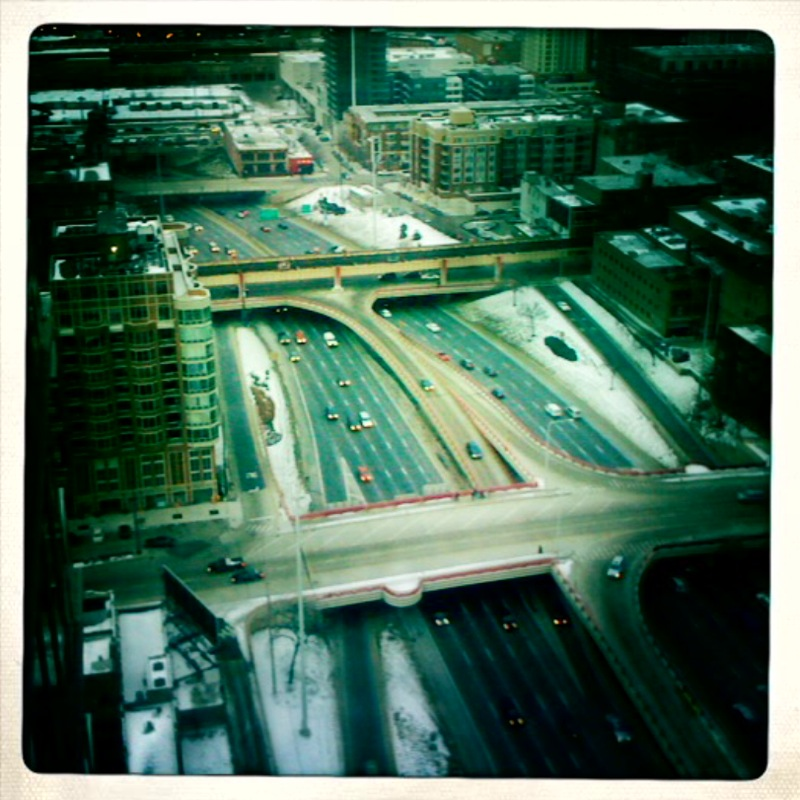
Photo de Chicago prise avec l'application Hipstamatic, illustrant les effets de texture, vignettage et d'aberration chromatique.

Hipstamatic est une application de photographie numérique pour les iPod, iPhone et iPad de la marque Apple Inc. Il utilise l'appareil photographique intégré afin de faire des photos au format carré, auxquelles sont appliqués divers filtres photo. Ceux-ci permettent de reproduire les effets obtenus par des appareils photos anciens, ou ayant des défauts de conception. Les effets obtenus dépendent du choix fait par l'utilisateur de différents objectifs et films virtuels. Une sélection de flashs est également disponible pour les appareils disposant de cette fonction. Plusieurs options sont disponibles avec l'application d'origine, et d'autres peuvent être acheté séparément.
Hipstamatic fait partie de la mode rétro en photographie, qui a vu une augmentation de l'usage des appareils argentiques bon marché et dépassés technologiquement (comme la Lomography, le Holga, le Polaroid). Des programmes de filtres sur ordinateur ou des applications pour smartphone qui émulent ces appareils photos sont également disponibles. 
Des applications de même catégorie incluent CameraBag, Instagram et CrossProcess. Ces applications incluent le plus souvent une interface avec le réseautage social afin de faciliter la diffusion et le partage des photos sur Internet. Les applications telles que Hipstamatic contribuent à la pratique de la phonéographie, ou photographie avec un téléphone mobile.

## Histoire

### Légende du « Hipstamatic 100 »
D'après Synthetic, la société qui commercialise l'application, le style est basé sur l'appareil photo argentique Hipstamatic 100, fabriqué dans les années 1980 à Merrill, Wisconsin, par les frères Dorbowski, et vendu à moins de 200 exemplaires.
Ceci semble être de la publicité virale, car les seules références à l'Hipstamatic 100 trouvées sur l'Internet viennent du site officiel de la société.
En décembre 2010, le journal Wassau City Pages de la ville de Wassau dans le Wisconsin, indique que l'histoire semble être un mythe car les journalistes ne trouvent aucune trace des frères Dorbowski dans les archives locales.

### Application Hipstamatic
L'application a plus de succès que son ancêtre de plastique, avec des ventes à 1,4 million d'exemplaires (novembre 2010). En 2010, le photographe Damon Winter, du New York Times, participe à la promotion de l'Hipstamatic en publiant en première page des photos de la guerre en Afghanistan. Ces photos ont obtenu la troisième place au concours international de la meilleure image de photojournaliste.
En décembre 2013, P&T Luxembourg a émis la première série de timbres postaux au monde réalisée avec ladite application.

## Exemple
Une même photo d'Eglisau avec différents objectifs et films :

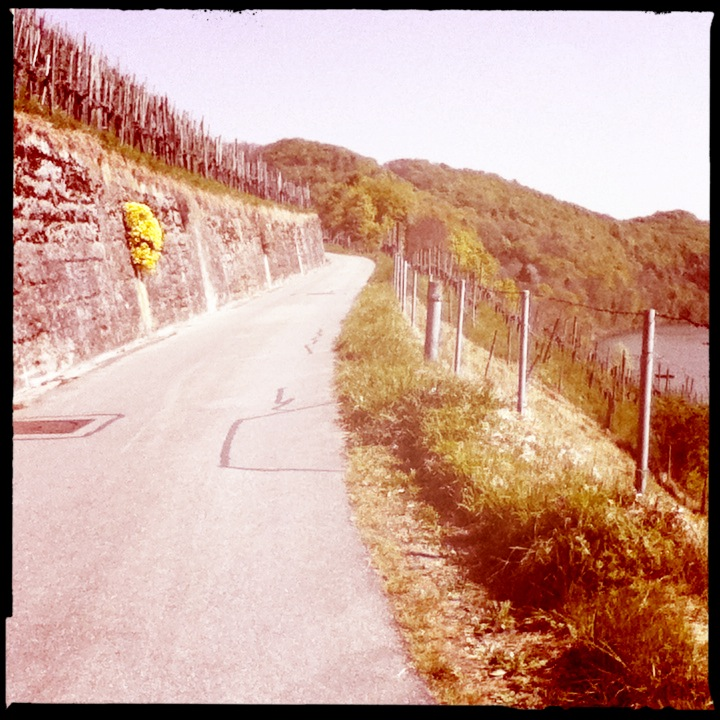
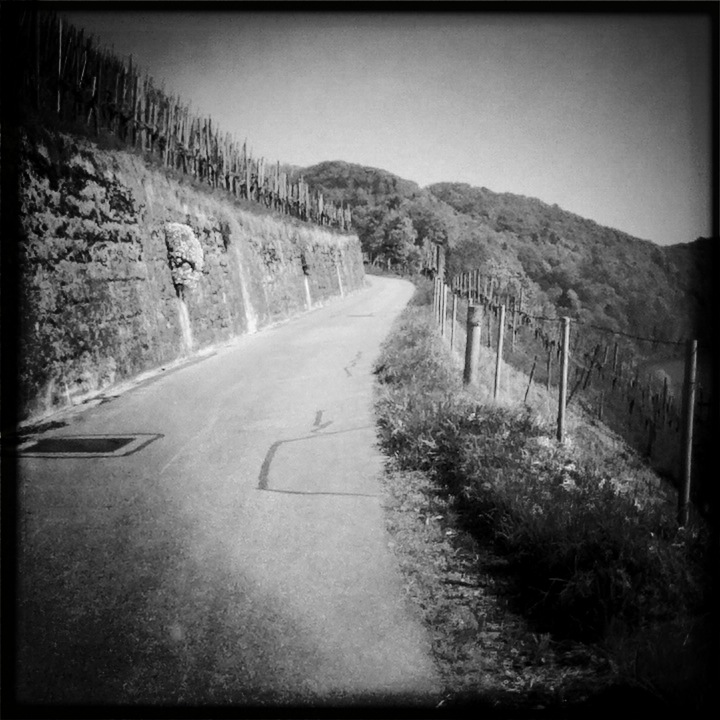
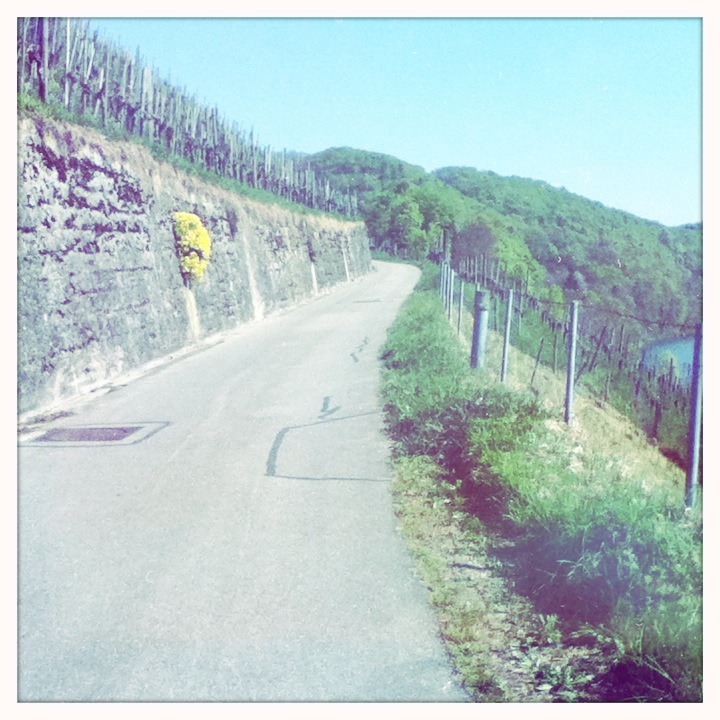
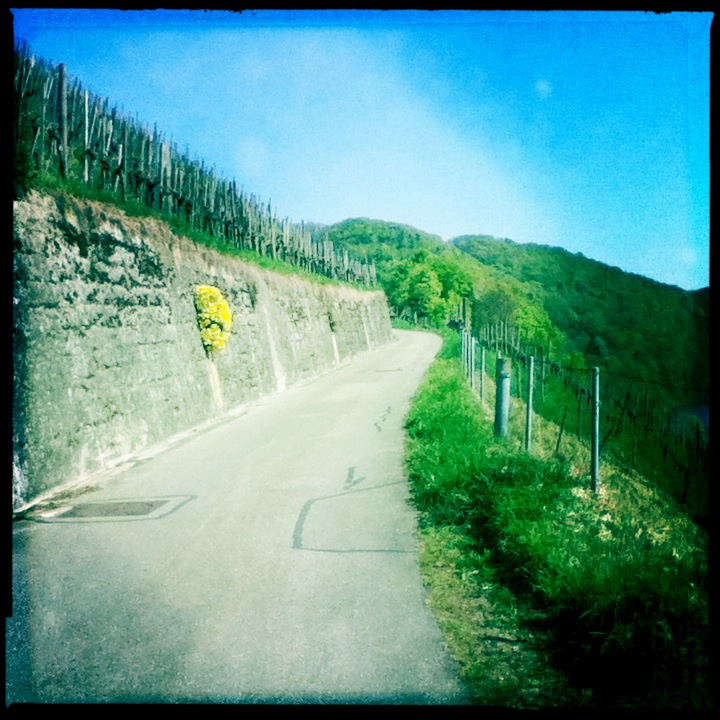
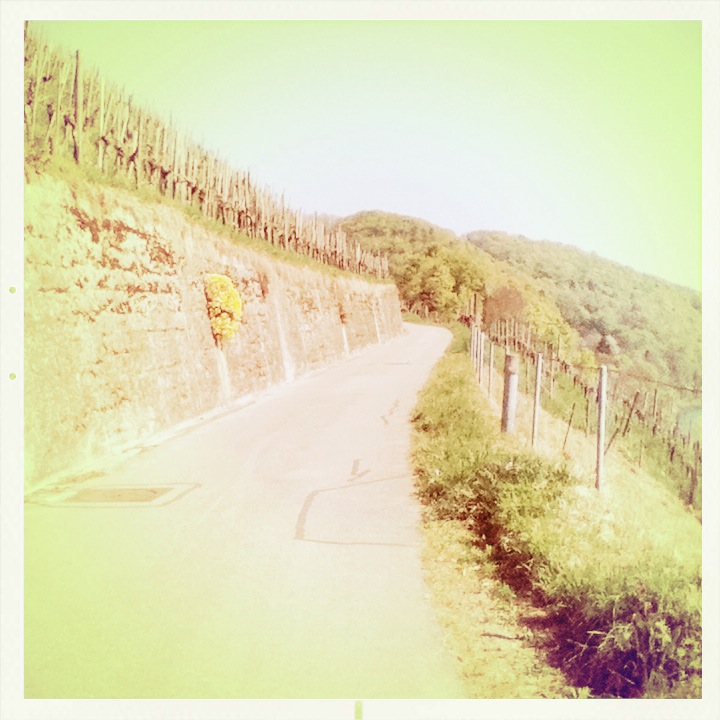
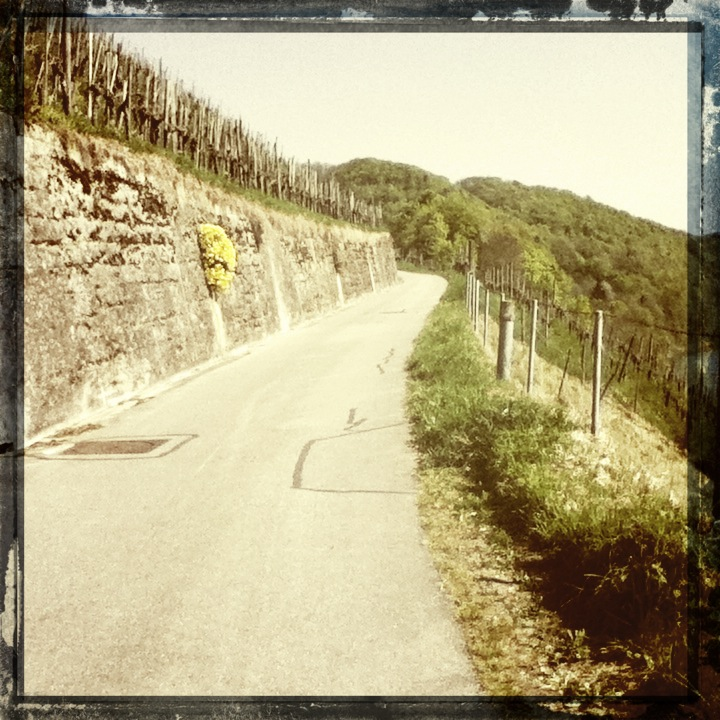